# Abayasjön
Abayasjön är en sjö i Etiopien. Den ligger i den centrala delen av landet, 300 km söder om huvudstaden Addis Abeba. Ābaya Hāyk' ligger 1 285 meter över havet. Arean är 1 162 kvadratkilometer. Den sträcker sig 69,4 kilometer i nord-sydlig riktning, och 50,8 kilometer i öst-västlig riktning.
Staden Ārba Minch' ligger vid sjöns sydvästra sida. Nära sjöns södra ände ligger Chamosjön. Området mellan sjöarna utgör en del av Nechisar nationalpark.